# Пинокио (анимационен филм, 2022)
„Пинокио“ или „Пинокио на Гийермо дел Торо“ (на английски: Pinocchio/Guillermo del Toro's Pinocchio) е стоп-моушън анимация от 2022 г. на режисьора Гийермо дел Торо и Марк Густафсон, по сценарий на Торо, Матю Робинс и Патрик Макхейл. Базиран на дизайна от Грис Гримли от изданието му през 2002 г. от италианския роман „Приключенията на Пинокио“, написан от Карло Колоди, той отбелязва режисьорския дебют на дел Торо в анимационното кино. Озвучаващия състав се състои от Юън Макгрегър, Дейвид Брадли, Грегъри Ман, Рон Пърлман, Кейт Бланшет, Фин Улфхард, Кристоф Валц и Тилда Суинтън.
Продуциран от „Нетфликс Анимейшън“, „Джим Хенсън Къмпани“ и „ШадоуМашин“, „Пинокио“ е обявен от дел Торо през 2008 г. и оригинално е насрочен да бъде пуснат през 2013 г. или 2014 г., но проектът промина в ад на развитие.
Световната премиера се състои в BFI London Film Festival на 15 октомври 2022 г., по-късно е пуснат по различните кина през ноември 2022 г., и се излъчи в стрийминг платформата „Нетфликс“ на 9 декември 2022 г.
Филмът получава много отличия, включително награда за най-добър анимационен филм на 95-тата церемония на наградите „Оскар“, и три номинации на 80-те награди „Златен глобус“, който печели наградата за най-добър пълнометражен анимационен филм.

## Актьорски състав
- Грегъри Ман:
  - Пинокио, жива кукла от дърво.
  - Карло, покойния син на Джепето, който е убит от бомбардиовките. Той е кръстен след Карло Колоди, автор на оригиналната книга.
- Юън Макгрегър – Себастиан Щуреца, пътуващ щурец и разказвач на историята.
- Дейвид Брадли – Майстор Джепето, баща на Пинокио
- Кристоф Валц – Граф Волпе
- Тилда Суинтън:
  - Синята фея, мъдра вълшебна фея, която дава живот на Пинокио.
  - Смъртта, сестрата на Синята фея, която вижда бъдещето.
- Кейт Бланшет – Спацатура, маймуна-асистент на граф Волпе, която може да говори единствено чрез куклите.
- Рон Пърлман – Подеста, строг фашитски държавен служител, който превръща Пинокио във войник.
- Фин Улфхард – Кандълуик, син на Подеста, който тормози Пинокио преди да се сприятели с него.
- Бърн Горман – Свещеникът
- Джон Туртуро – Доторе, доктор в селото на Джепето, който изследва Пинокио.
- Тим Блейк Нелсън – Черните зайци
- Том Кени – Бенито Мусолини

## Награди и номинации
| Награда                              | Категория                  | Резултат |
| ------------------------------------ | -------------------------- | -------- |
| Награди на филмовата академия на САЩ | Най-добър анимационен филм | награда  |
| Награда на БАФТА                     | Най-добър анимационен филм | награда  |
| Златен глобус                        | Най-добър анимационен филм | награда  |